# Uchyłek

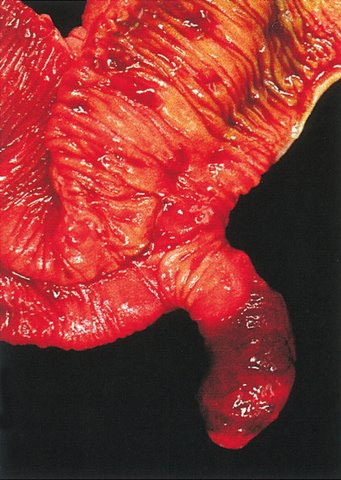
Uchyłek Meckela

Uchyłek (łac. diverticulum, l.mn. diverticula; od devertere – odwrócić się) – medyczne lub biologiczne określenie workowatego (rzadziej rurkowatego) uwypuklenia ściany narządu, wyrostka lub woreczka odchodzącego od głównej osi organu. W entomologii diverticulum oznacza ślepy uchyłek narządu. W anatomii bezkręgowców używa się też określenia dywertykuły.
U człowieka uchyłki występują głównie w obrębie przewodu pokarmowego (uchyłek Zenkera, uchyłki jelita cienkiego i jelita grubego), jednakże mogą powstawać w każdym narządzie, który posiada światło (np. pęcherzu moczowym).

## Podział
Uchyłki klasyfikuje się ze względu na:
- czas powstania – wrodzone i nabyte,
- budowę – prawdziwe i rzekome,
- mechanizm powstania – "z pociągania" i "z wypychania".